# مات كامبل (لاعب كرة قدم أمريكية)
مات كامبل (بالإنجليزية: Matt Campbell) هو لاعب كرة قدم أمريكية أمريكي، ولد في 14 يوليو 1972 في نورث أوغوستا في الولايات المتحدة.

## وصلات خارجية
- مات كامبل على موقع مرجع كرة القدم المحترفة.كوم (الإنجليزية)